# Бојан Крижај
Бојан Крижај (словен. Bojan Križaj; Крањ, 3. јануар 1957) је бивши југословенски скијаш из Словеније. Био је изражени техничар и један од најбољих свјетских специјалиста за слалом и велеслалом 1980-их година.
Крижај је рођен у скијашкој породици. Већ са три године је научио да скија. Још у децембру 1976. је освојио прве поене у Свјетском купу. На почетку сезоне 1977/78. у слалому у Мадони ди Кампиљо по први пут се пласирао међу прва три мјеста а двије године касније, 20. јануара 1980. у Венгену је остварио своју прву побједу. То је уједно била победа једног југословенског такмичара у трци Свјетског купа. До краја каријере остварио је још седам победа. Тиме је Крижај постао најуспешнији југословенски и уједно и словеначки скијаш свих времена.
На Олимпијским играма 1980. у Лејк Плесиду, Крижај је заостао за само две стотинке иза трећепласираног.
Једину медаљу је освојио на Светском првенству 1982. у Шладмингу, када је био други у слалому, иза Швеђанина Ингемара Стенмарка.
Завршио је каријеру у марту 1988. на финалној трци Свјетског купа у Салбах-Хинтерглему, гдје је кратко прије циља скинуо везове и пјешице прошао кроз циљ.
Његов син Андреј, је члан словеначке скијашке репрезентације.

## Побједе у Свјетском купу
| Датум              | Мјесто            | Држава      | Дисциплина |
| ------------------ | ----------------- | ----------- | ---------- |
| 20. јануар 1980.   | Венген            | Швајцарска  | Слалом     |
| 25. јануар 1981.   | Венген            | Швајцарска  | Слалом     |
| 20. март 1982.     | Крањска Гора      | Југославија | Слалом     |
| 12. фебруар 1983.  | Маркстен          | Француска   | Слалом     |
| 16. децембар 1984. | Мадона ди Кампиљо | Италија     | Слалом     |
| 21. март 1986.     | Бромон            | Канада      | Слалом     |
| 20. децембар 1986. | Крањска Гора      | СФРЈ        | Слалом     |
| 25. јануар 1987.   | Кицбил            | Аустрија    | Слалом     |